# Paus Benedictus III
Benedictus III (Rome, geboortedatum onbekend - Rome, 17 april 858) was paus van 29 september 855 tot en met 17 april 858. Hij werd in juli 855 gekozen tot opvolger van Leo IV. Zijn verkiezing ging gepaard met hevige onlusten in Rome. Een groep van belangrijke Romeinen van de keizerlijke partij trachtte een tegenpaus Anastasius III te forceren.
Benedictus III stond bekend als een geleerd man. Tijdens zijn pontificaat brachten Ethelwulf, koning van Wessex, en zijn zoon, de toekomstige koning Ethelbald een bezoek aan de paus.
Zijn pontificaat stond onder sterke invloed van de diaken Nicolaas, die hem opvolgde. Hij restaureerde de door de Saracenen in 846 verwoeste kerk van Sint-Paulus buiten de Muren.

## Mythes en speculaties
Over Benedictus bestaan meerdere mythes. Hij zou bijvoorbeeld drie keer aan de macht zijn geweest. Dit onbewezen verhaal is mogelijk gebaseerd op de verdrijving van Benedictus direct na diens pauskeuze. Na de pauskeuze van Benedictus trok namelijk tegenpaus Anastasius Rome binnen en verdreef de legitieme paus Benedictus van zijn zetel. In september 855 keerde Benedictus evenwel terug en werd alsdan tot paus gewijd.
Op basis van speculaties op grond van de pausin Johanna-legende, is door enkelen gespeculeerd, dat Benedictus III een fictief persoon was en werd bedacht om pausin Johanna "van de lijst" te schrappen.
Cursief: tegenpaus